# Egercsehi
Egercsehi je vas na Madžarskem, ki upravno spada pod podregijo Bélapátfalvai Županije Heves.